# Nikolai Stepulov
Nikolai Stepulov est un boxeur estonien né le 20 mars 1913 à Narva et mort le 2 janvier 1968 à Tallinn.

## Biographie
Il remporte la médaille d'argent olympique des poids légers aux Jeux de Berlin en 1936 en étant battu en finale par le hongrois Imre Harangi. Sa carrière de boxeur amateur est également marquée par une autre médaille d'argent remportée lors des championnats d'Europe de Milan en 1937.